# Pseudozyma antarctica
Pseudozyma antarctica är en jästsvamp (i släktet Candida) som fått sitt namn på grund av att den isolerats från Vandasjön på Antarktis år 1990. Denna extremofil är mest känd som producent av stabila lipaser.